# Grand Cornier
Le Grand Cornier est un sommet des Alpes valaisannes culminant à 3 962 m d'altitude dans le canton du Valais en Suisse, entre le val d'Anniviers et le vallon de Ferpècle.

## Géographie

### Situation

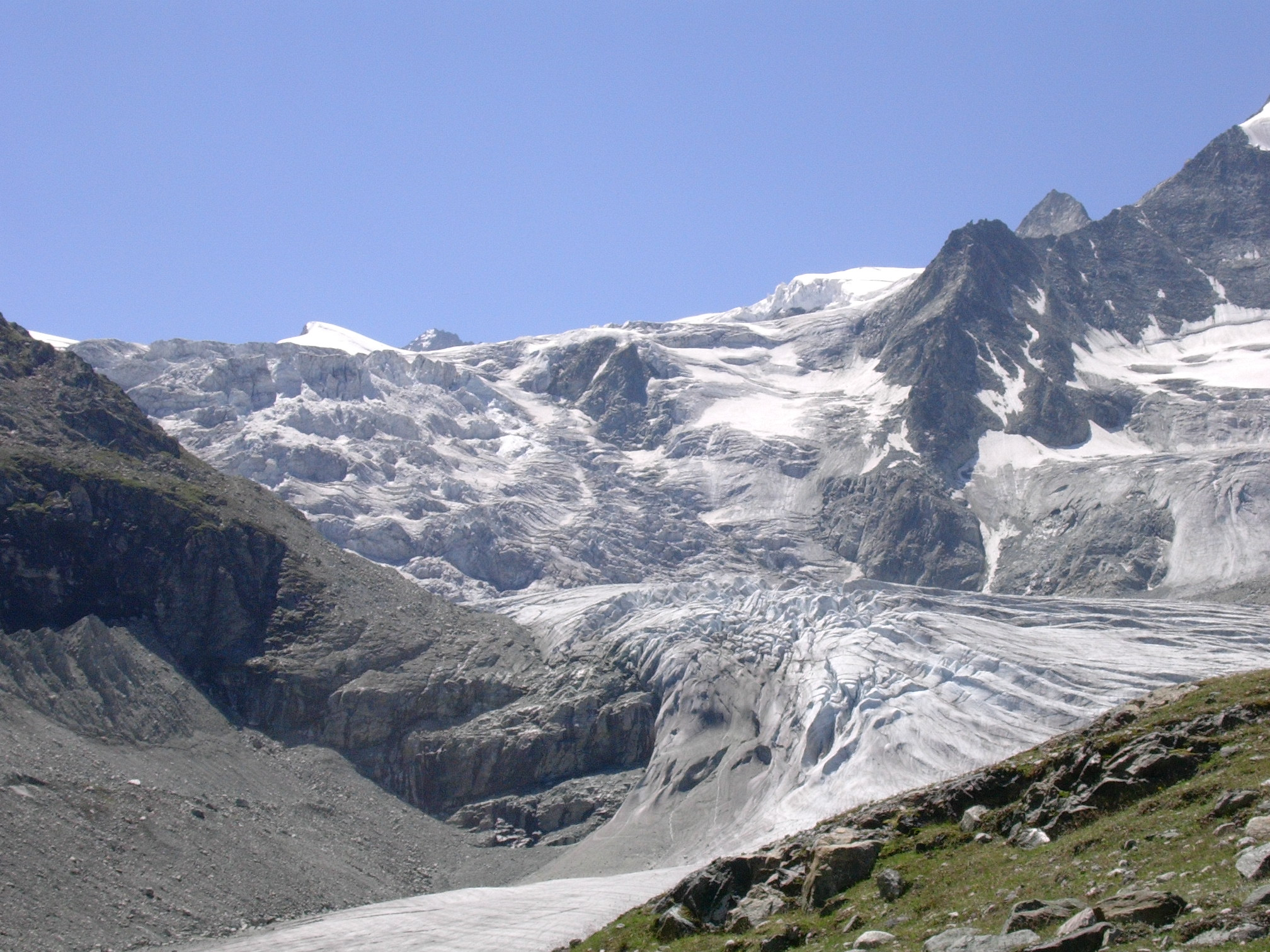
De g. à dr. : une des pointes des Bouquetins, le sommet du Grand Cornier, la partie supérieure du glacier de Moiry, la dent des Rosses ; devant celle-ci, l’arête Est de la pointe de Mourti

Sur les versants du Grand Cornier se trouvent le glacier de Moiry (au nord) et le glacier de Zinal (à l'est), du côté du val d'Anniviers et du vallon de Ferpècle en direction du val d'Hérens. Au nord, deux arêtes lient le Grand Cornier à la pointe de Bricola et aux pointes de Mourti (sur l'arête nord-ouest) et au Pigne de la Lé (sur l'arête nord). Un peu plus au sud, se trouve la dent Blanche. Les deux sommets sont séparés par le col du Grand Cornier.

### Géologie
Comme les autres grands sommets environnants du val d'Anniviers (dent Blanche, Zinalrothorn, Weisshorn, Bishorn, les Diablons, etc.), le Grand Cornier est constitué de gneiss d'Arolla ayant l'aspect d'un granite plus ou moins schisteux de couleur vert tendre.

## Ascensions
- 1865 : première ascension par Edward Whymper, Christian Almer, Michel Croz et Franz Biner.
- 1873 : arête nord-ouest par Th. Bornand et Élie Peter.
- 1879 : arête sud-ouest par Alfred Barran, Frederick Corbett, Joseph Langen et Johann Petrus.
- 1884 : versant ouest par William Ashbury Greene, F.C. Mills, Martin Pralong et Jean Vuignier.
- 1919 : arête est par Pierre Blanchoud, Henri Theytaz et Théophile Theytaz.
- 1932 : face nord par Lucien Devies et Jacques Lagarde.
- 1944 : versant nord-est et arête est par Hermann Wäffler et Julius Zimmermann.
- 1957 : face nord-est par Miss E. Murray Speakman et Henri Salamin.
- 1994 : hivernale en solitaire de la face nord par Stéphane Albasini le 17 mars[3].

## Accès
Le Grand Cornier est accessible au départ de la cabane du Grand Mountet et de la cabane de Moiry.